# Stevenia kugleri
Stevenia kugleri är en tvåvingeart som beskrevs av Herting 1961. Stevenia kugleri ingår i släktet Stevenia och familjen gråsuggeflugor.
Artens utbredningsområde är Israel. Inga underarter finns listade i Catalogue of Life.